# Tragschnabelwagen
Tragschnabelwagen sind spezielle Güterwagen für den Transport von besonders schweren oder großvolumigen Gütern.

## Anwendungsgebiet von Tragschnabelwagen

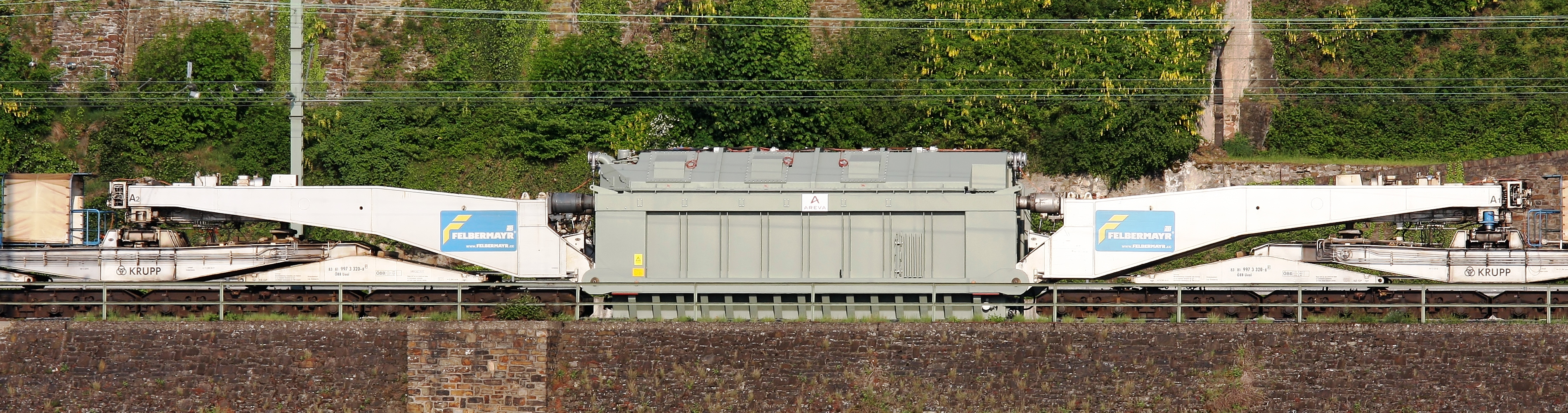
Tragschnabelwagen von Felbermayr mit Transformator im Bahnhof Koblenz-Ehrenbreitstein

Die größten Tiefladewagen sind als Tragschnabelwagen ausgeführt. Typische Transportgüter sind große Kraftwerkskessel, Turbinenteile oder Maschinentransformatoren für Kraftwerke. Aufgrund der hohen Komplexität und der geringen Fertigungstoleranzen dieser Produkte ist eine Anlieferung in Einzelteilen und ein Zusammensetzen am Bestimmungsort meist nicht möglich. Für eine Anlieferung per Luftfracht ist die Masse der Erzeugnisse zu hoch, der Seeweg steht nicht überall zur Verfügung und die Anlieferung über straßengebundene Schwerlasttransporte wird aufgrund der großen Abmessungen und des hohen Planungsaufwands nach Möglichkeit vermieden. Es gibt jeweils etwa 30 Tragschnabelwagen in Europa, Nordamerika und Asien. Tragschnabelwagen in Nordamerika können aufgrund der dort geltenden höheren Radsatzlasten besonders hohe Nutzlasten erreichen. 1979 lieferte Krupp einen Tragschnabelwagen an den US-amerikanischen Kesselhersteller Combustion Engineering, der mit einem Eigengewicht von 336 t eine Nutzlast von 807 t befördern konnte.

### Konstruktive Aspekte von Tragschnabelwagen

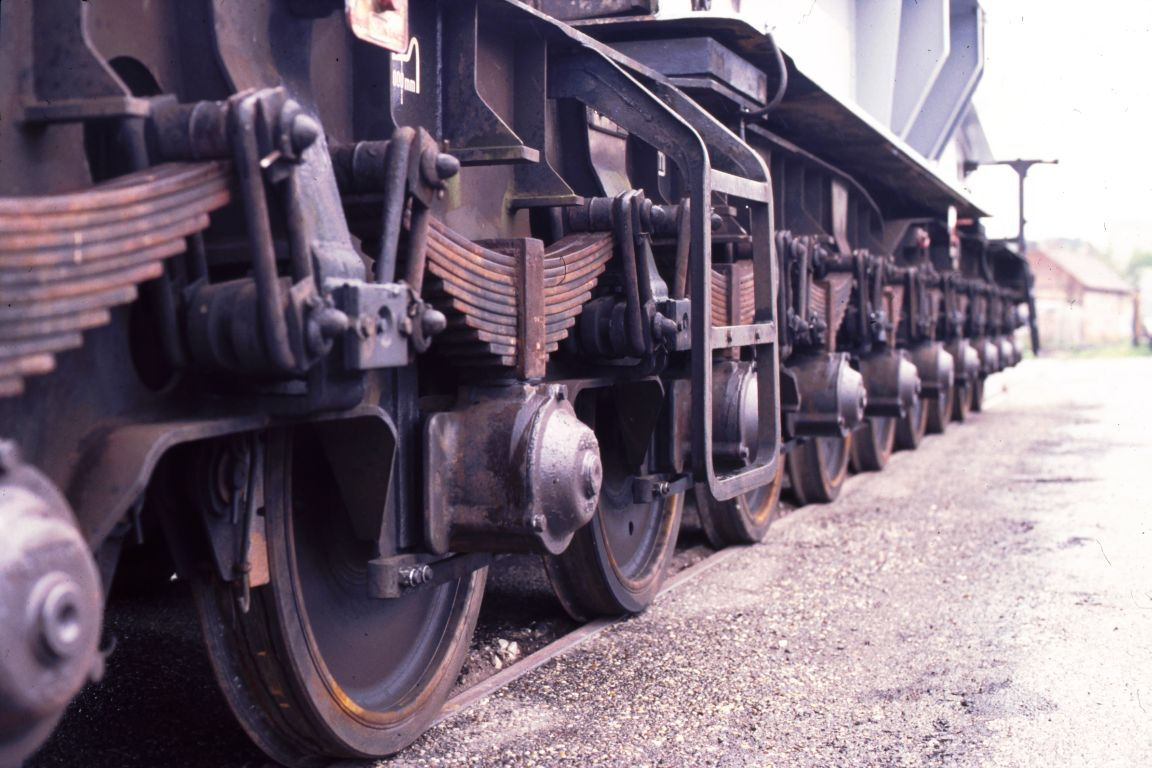
Nahaufnahme der Radsätze eines Tragschnabelwagens der Deutschen Bahn

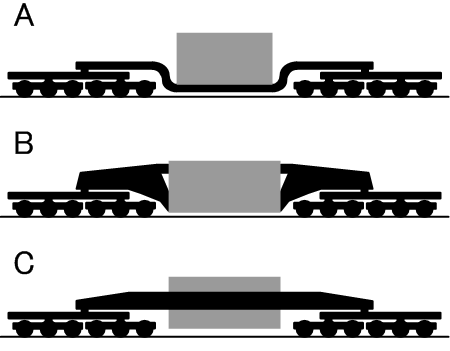
Arten der Aufnahme von Ladegut:
A: Nicht selbsttragend mit Tiefladebrücke
B: Selbsttragende Last
C: Nicht selbsttragend mit Durchladeträger

Tragschnabelwagen bestehen aus zwei komplett getrennten Halbwagen. Jeder Halbwagen wird von mehrachsigen Drehgestellen oder Drehgestellgruppen getragen. Seitens der Infrastrukturbetreiber wird eine zulässige Achslast festgelegt, die von Schienenfahrzeugen nicht überschritten werden darf. In Europa beträgt dieser Wert in der Regel 22,5 t. Die Nutzlast eines Tragschnabelwagens liegt in der Größenordnung von 500 t, zusätzlich muss das Eigengewicht des Wagens berücksichtigt werden. Die Zahl der Achsen von Tragschnabelwagen ist daher sehr hoch. Seit Ende der 1980er-Jahre sind Tragschnabelwagen üblich, die acht Drehgestelle mit je vier Radsätzen besitzen und damit auf insgesamt 32 Achsen kommen. Dabei sind stets zwei Drehgestelle mit einer Zwischenbrücke verbunden und zwei Zwischenbrücken mit einer Verbindungsbrücke. Darauf stützen sich jeweils schnabelartige Tragarme, die ihrerseits eine tief abgesenkte Ladeplattform tragen oder direkt mit dem meist sehr großen Ladegut verbunden sind. Für die Aufnahme des Ladeguts existieren im Allgemeinen drei Varianten, die in der rechts eingefügten Abbildung dargestellt werden:
- Nicht selbsttragend mit Tiefladebrücke: Die Nutzlast wird auf einer Tiefladebrücke abgelegt. Das Eigengewicht der Tiefladebrücke senkt die zulässige Masse der Nutzlast, zudem wird die mögliche Höhe der Nutzlast verringert.[1]
- Selbsttragende Last: Die Last stellt die einzige Verbindung zwischen den beiden Tragschnäbeln dar und muss die während des Bahntransports auftretenden Längskräfte vollständig aufnehmen und leiten können. Zur Verbindung mit dem Tragschnabelwagen werden teilweise schon bei der Konstruktion der Nutzlast entsprechende Einhängelaschen zur Verbindung mit dem Tragschnabelwagen vorgesehen. Alternativ kann die Verbindung von Tragschnabelwagen und Nutzlast über einen Adapter erfolgen.[1]
- Nicht selbsttragend mit Durchladeträger: Die Nutzlast wird in einen Durchladeträger eingehängt. Nun ist die volle Höhe der Fahrzeugbegrenzungslinie nutzbar, allerdings muss die Breite des Durchladeträgers bei der Bemessung der Nutzlast berücksichtigt werden. Auch der Durchladeträger reduziert durch sein Eigengewicht die zulässige Nutzlast. Aufgrund des günstigeren Kraftleitungspfads kann ein Durchladeträger aber mit einem geringeren Querschnitt ausgeführt werden als eine Tiefladebrücke. Hierdurch lassen sich Gewichtseinsparungen von bis zu 30 t realisieren.[1]

Die Aufnahme von selbsttragenden Lasten kann ohne zusätzliche Hilfsmittel wie etwa einen Kran erfolgen, sofern sich die Last bereits auf einem Ladegleis befindet. Über hydraulische Tragschnabelstützen kann die Last auf die Transporthöhe angehoben werden. Die niedrigste zugelassene Transporthöhe beträgt in der Regel 170 mm über Schienenoberkante. Es gibt auch Konstruktionen, bei denen der Tragschnabel vom Halbwagen gelöst werden kann. Bei Kunden ohne Gleisanschluss kann ein Weitertransport dann mit einem straßengebundenen Schwerlastfahrzeug erfolgen.
Besondere Aufmerksamkeit bei der Konstruktion von Tragschnabelwagen wird der Befahrbarkeit von Gleisbögen gewidmet. Hier ergeben sich gleich mehrere Herausforderungen:
- Auswandern zur Bogeninnenseite: Die Verbindung von Tragschnabel zu Halbwagen wird über einen Drehzapfen realisiert. Dies führt geometrisch betrachtet zu einer Sehnenstellung der Last im Gleisbogen und einer Verletzung der Fahrzeugbegrenzungslinie an der Bogeninnenseite. Dieses Problem wird verstärkt durch die engen Bogenradien vieler Anschlussgleise, die bis zu 75 m betragen können. Um nicht mit ortsfester Infrastruktur zu kollidieren, verfügen große Tragschnabelwagen über eine Innenführung. Tragschnäbel und Last werden dabei in bogenäußere Richtung querverschoben. Die Querverschiebung hat jedoch einen Nachteil: Es kommt zu einer asymmetrischen Belastung der Räder eines Radsatzes, das bogenäußere Rad wird stärker belastet als das bogeninnere Rad. In der Praxis ist die realisierbare Querverschiebung im ebenen Gleis daher auf 410 mm bis 550 mm begrenzt. Dies reicht aus, um Gleisbögen mit einem Radius von 150 m profilfrei zu befahren.[1]
- Torsion in Gleisüberhöhungen: Um höhere Geschwindigkeiten zu ermöglichen und den Komfort der Passagiere zu verbessern, wird bei den meisten Bahnstrecken Gebrauch von Gleisüberhöhung gemacht. Der Fahrweg wird dabei um seine Längsachse geneigt, sodass die bogenäußere Schiene über der bogeninneren Schiene liegt. Der Wechsel zwischen ebenem und überhöhtem Gleis erfolgt in einem Übergangsbogen. Die Länge eines üblichen Übergangsbogens liegt in der Größenordnung von 60 m. Herkömmliche Schienenfahrzeuge gleichen den Neigungsunterschied durch Verwindung des Wagenkastens und Auslenkung der Primär- und Sekundärfederung aus. Große Tragschnabelwagen sind allerdings so lang, dass der hinterste Radsatz sich noch im vollständig ebenen Gleis befindet, wenn der vorderste Radsatz sich bereits der vollen Gleisüberhöhung ausgesetzt sieht. Dieses Problem wird gelöst, indem die Tragschnäbel um die Fahrzeuglängsachse drehbar gelagert werden. Die Einstellung des Drehwinkels wird über Hydraulikzylinder vorgenommen.[1]

### Betriebliche Aspekte von Tragschnabelwagen

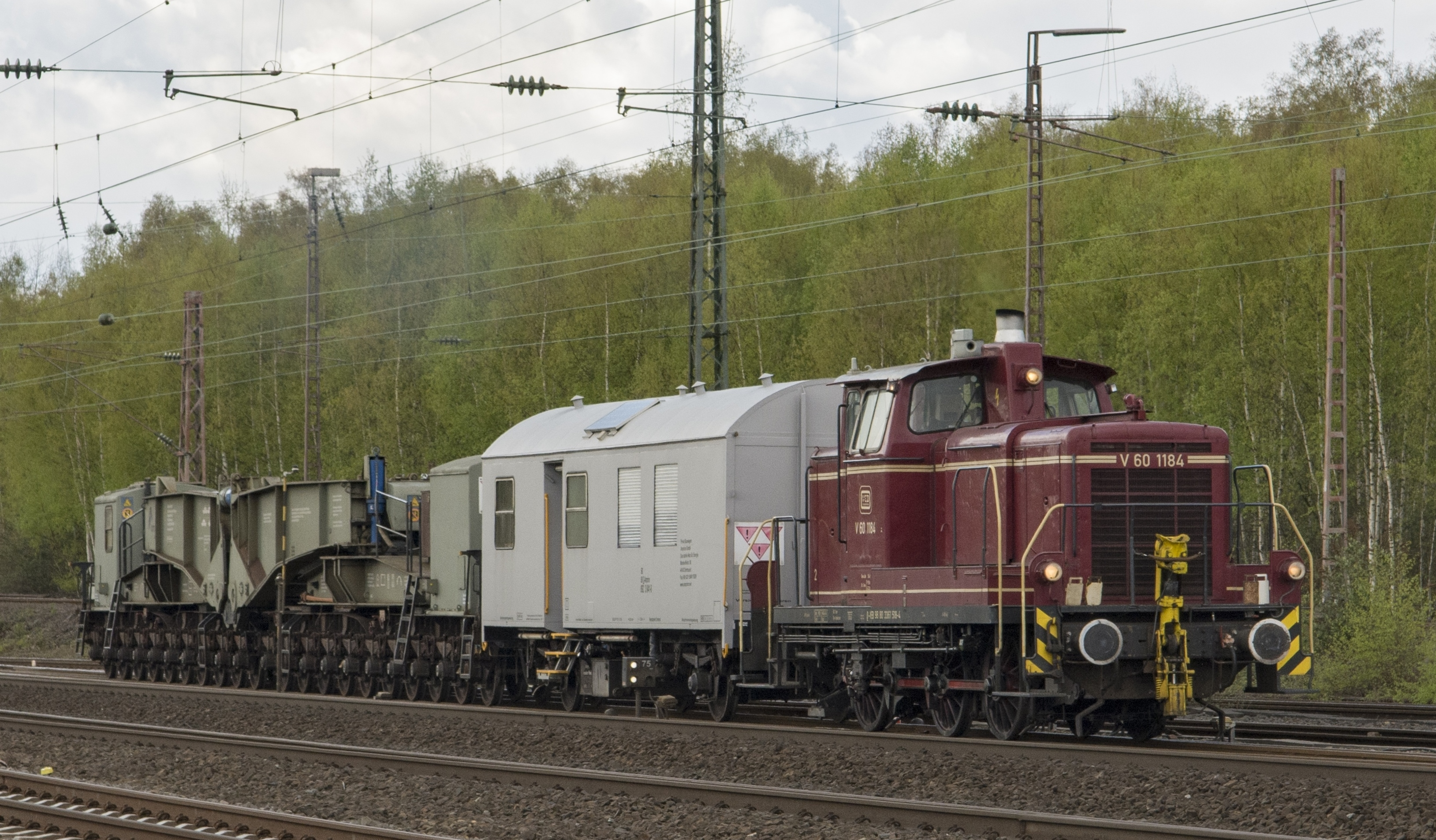
Überführung eines Tragschnabelwagens ohne Nutzlast

Wegen des großen Gewichts und der Übergröße der Ladungen (LÜ = Lademaßüberschreitung) können diese Transporte in der Regel nicht mit normalen Güterzügen durchgeführt werden. Sie verkehren als Sonderzüge und bedürfen sorgfältiger Vorbereitung. Sobald der Wagen und seine Ladung wegen Abmessung und Gewicht Beförderungsbeschränkungen hat, wird von einer „außergewöhnlichen Sendung“ gesprochen, die nach RIV mit einem „Muster U“ bezettelt wird. Ohne Beladung werden die beiden Tragarme direkt miteinander verbunden; das Fahrzeug kann dann mit normaler Geschwindigkeit in Güterzügen mitfahren.
Leere Tragschnabelwagen mit kurzgekuppelten Halbwagen können Geschwindigkeiten von 100 km/h erreichen. Bei Lastfahrt liegen die erreichbaren Geschwindigkeiten niedriger, können allerdings auch Werte von 90 km/h erreichen. Durch die verbauten Hydraulikzylinder werden Beschleunigungen der Last durch Stöße aufgrund von Gleisunebenheiten gering gehalten. Nach dem bei der Deutschen Bundesbahn verwendeten „Wertziffer-Verfahren“ zur Schwingungsbewertung ist die Stoßbeanspruchung der Last eines Tragschnabelwagens vergleichbar mit der Stoßbeanspruchung in einem Reisezugwagen.
| Bauart- bezeichnung | Maximale- Tragfähigkeit | Rad- sätze | Stück- zahl a |
| ------------------- | ----------------------- | ---------- | ------------- |
| Uaai 687.9          | 250 t                   | 20         | 3             |
| Uaai 821            | 190 t (180 t b)         | 12         | 1             |
| Uaai 831            | 275 t (250 t b)         | 20         | 2             |
| Uaai 837            | 398 t                   | 24         | 1             |
| Uaai 838            | 341 t (313 t b)         | 24         | 1             |
| Uaai 839            | 454 t                   | 32         | 1             |